# Lagenandra thwaitesii
Lagenandra thwaitesii är en kallaväxtart som beskrevs av Adolf Engler. Lagenandra thwaitesii ingår i släktet Lagenandra och familjen kallaväxter. Inga underarter finns listade.